# Старичівська сільська рада
Старичівська сільська рада — колишній орган місцевого самоврядування у Яворівському районі Львівської області. Адміністративний центр — село Старичі.

## Загальні відомості
Територією ради протікає річка Терешка.

## Історія
Сільська рада утворена в 1959 році як Старицька сільська рада, 1994 року перейменована на Старичівська сільська раду.

## Населені пункти
Сільській раді підпорядковані населені пункти:
- с. Старичі
- с. Воля-Старицька

## Склад ради
Рада складається з 22 депутатів та голови.

### Керівний склад попередніх скликань
| ПІБ                      | Основні відомості                                                             | Дата обрання | Дата звільнення |
| ------------------------ | ----------------------------------------------------------------------------- | ------------ | --------------- |
| Хомік Володимир Ількович | Сільський голова, 1967 року народження, безпартійний                          | 26.03.2006   | 31.10.2010      |
| Чікель Юрій Михайлович   | Сільський голова, 1952 року народження, освіта незакінчена вища, безпартійний | 31.10.2010   | 25.10.2015      |

Примітка: таблиця складена за даними джерела